# Élodie La Villette
Élodie La Villette, née Élodie Jacquier à Strasbourg (Bas-Rhin) le 12 avril 1842 et morte à Saint-Pierre-Quiberon en 1917, est une artiste peintre française.

## Biographie
Fille d'un médecin militaire, elle recevra ainsi que sa sœur une bonne éducation et étudiera le piano et le dessin. Au cours des années 1860, les deux sœurs, Élodie et Caroline Jacquier, font leurs études au lycée de Lorient et prennent des cours de dessin avec le peintre Ernest Corroller. Ce dernier marquera de son influence la carrière des deux femmes puisqu’elles deviendront artistes peintre à leur tour, connues sous les noms respectifs d'Élodie La Villette et Caroline Espinet (1844-1910). 
Le 12 décembre 1860 à Lorient, Élodie Jacquier épouse Jules La Rousse La Villette, né en 1834, lieutenant au bataillon d'apprentis fusiliers à Lorient. Elle suivra son mari — qui soutient ses choix artistiques — dans ses changements de garnisons. En 1865, à Lorient, naît sa première fille, Aimée Marie Marguerite, qui deviendra compositrice, sous le nom de Rita Strohl. Son mari est fait prisonnier pendant cinq mois en Allemagne pendant la guerre de 1870 et c'est au cours de sa captivité qu'il apprend le violoncelle. En 1872, le couple habite Arras et Élodie La Villette suit les cours de Désiré Dubois. 
Élodie, plus académique que sa sœur, fera une carrière brillante tandis que Caroline, plus proche des avant-gardes, n'aura pas cette reconnaissance.
La première exposition d'Élodie La Villette a lieu à Paris en 1870. 
« Élodie La Villette, qui a reçu les conseils de Corot en 1874, réalise des marines sensibles aux effets de lumière rappelant le réalisme de Courbet et la virtuosité de Boudin. »
En 1875, Élodie et son mari sont à Douai. Elle fait réaliser son portrait par Charles Demory et reçoit une médaille de 3e classe au Salon annuel. L'année suivante, son époux est nommé chef de bataillon à Lorient et l'un de ses tableaux est acquis par l'État pour le musée du Luxembourg à Paris.
L'artiste participe à la création de l'Union des femmes peintres et sculpteurs en 1881 sous la présidence d'Hélène Bertaux, puis celle de Virginie Demont-Breton. Elle en est vice-présidente.
Elle fait partie de la délégation des artistes françaises présentées à l'Exposition universelle de 1893 à Chicago, dans le Woman's Building.
Élodie La Villette reçoit une récompense à l'Exposition universelle de 1889 à Paris. En 1893, sa fille Rita Strohl donne un grand concert au profit de l'œuvre de charité maternelle à Lorient. Son gendre meurt en 1900 et sa sœur Caroline Espinet accueillera les deux filles de Rita Strohl, remariée en 1908.
Élodie La Villette est inhumée au cimetière de Saint-Pierre-Quiberon.

## Salons
- Salon des artistes français de 1870 à 1914.
- Salon de l'Union des femmes peintres et sculpteurs[7] de 1882 à 1916.
- Salon de la Société des amis des arts de Nancy de 1893 à 1910[8].

## Expositions
- 1991 : invitée d'honneur du Salon de la Société lorientaise des beaux-arts, et participe à l'hommage rétrospectif de 2007.
- 2014 : le musée des Beaux-Arts de Morlaix a consacré son exposition d'été aux deux sœurs peintres, Élodie de La Villette et Caroline Espinet[9].

## Œuvres dans les collections publiques

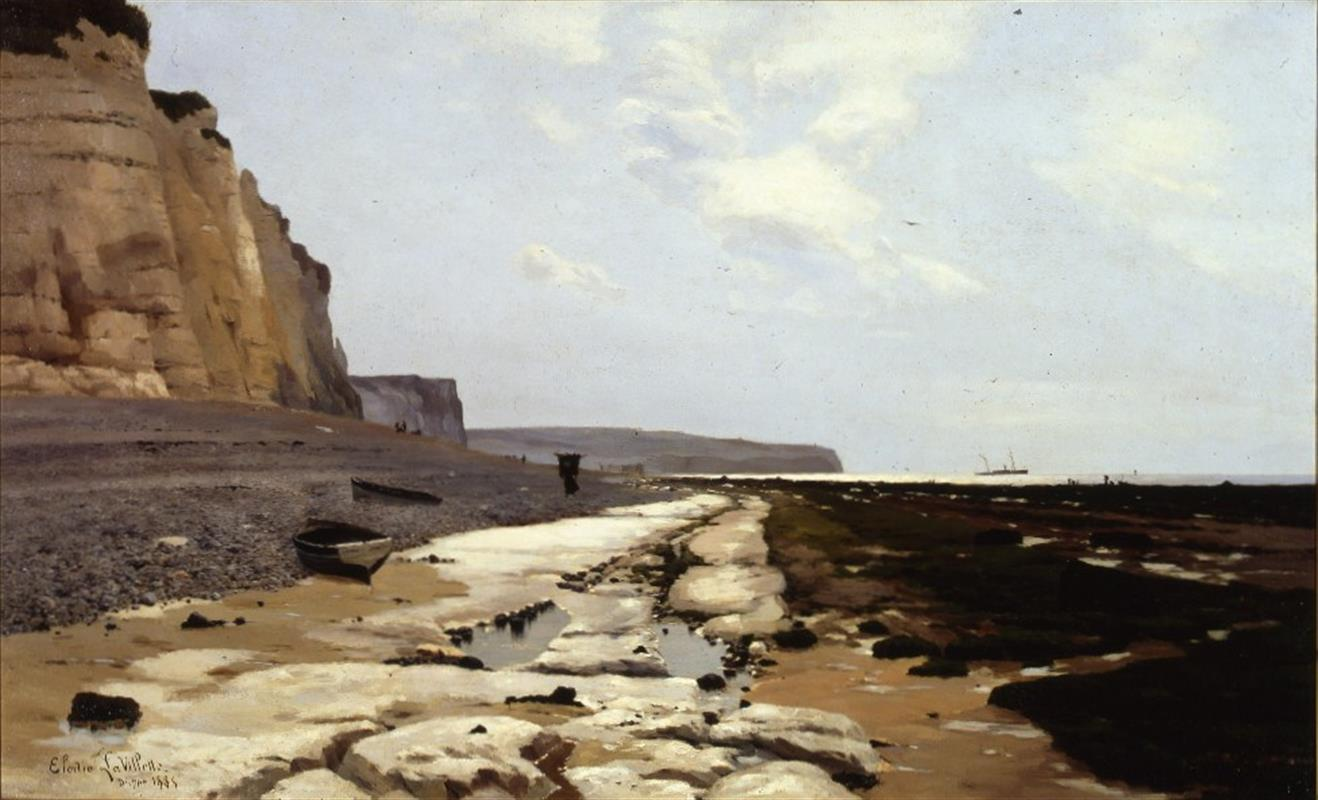
Chemin de Bas Fort Blanc, 1885, musée de Morlaix

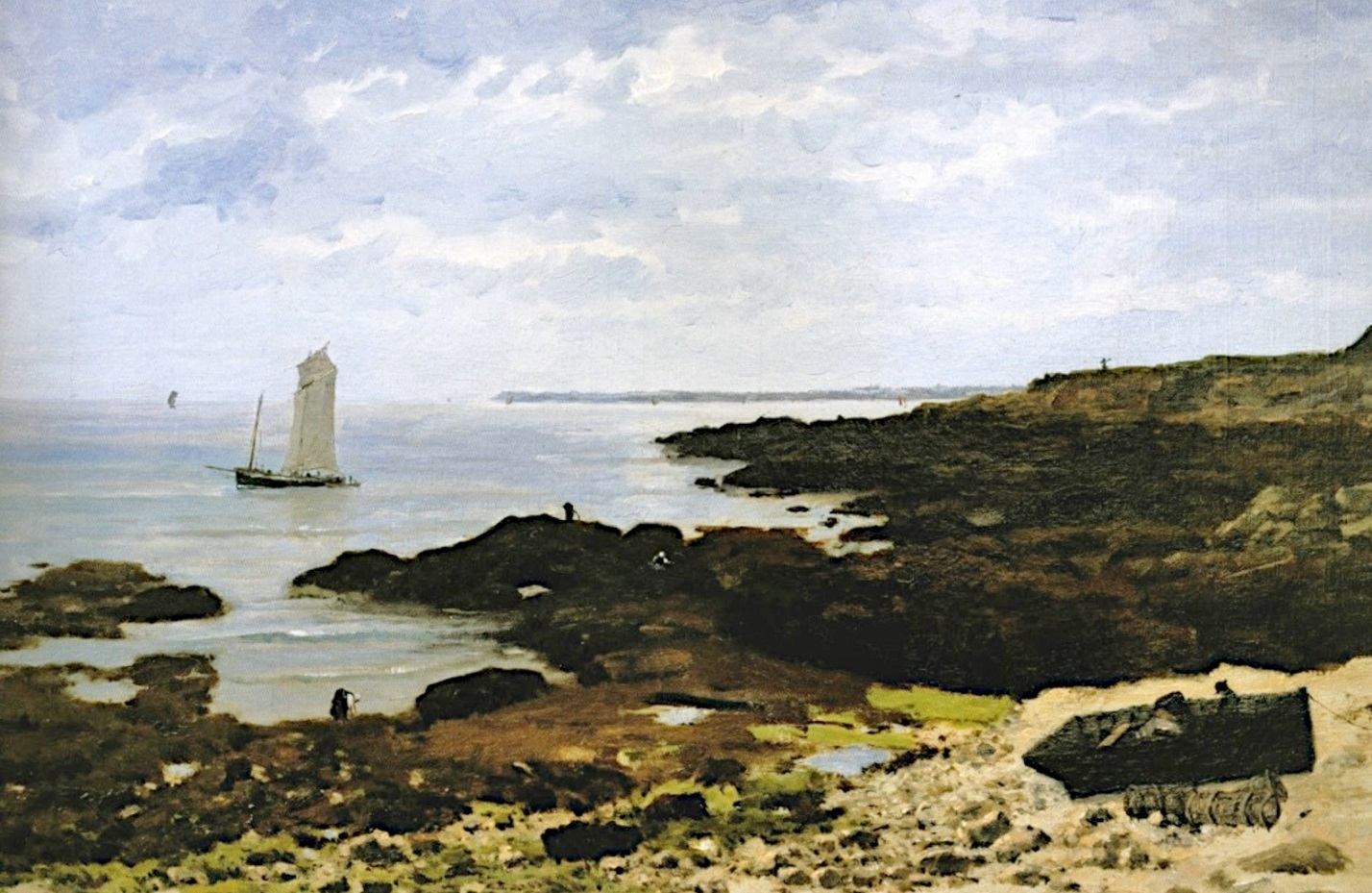
Attribué à Élodie La Villette, Larmor-Plage (1879), œuvre non sourcée, localisation inconnue.

- Besançon, musée des Beaux-Arts et d'Archéologie de Besançon, dépôt du musée d'Orsay: Grève de Lohic et l'Île des Souris près de Lorient, 1876, huile sur toile, 120 × 245 cm.
- Douai, musée de la Chartreuse : Vue du quai Fleurquin à Douai, 1875, huile sur toile, 45 × 61 cm[10].
- Laval, musée du Vieux-Château : Marine, temps gris, huile sur bois, 29 × 44,5 cm[11].
- Fécamp, musée des Pêcheries : La Falaise d'Yport, 1877, huile sur toile, 165 × 256 cm[12].
- Morlaix, musée des Beaux-Arts : Chemin de Bas-fort-Blanc, 1885, huile sur toile, 140 × 230 cm
- Paris, département des arts graphiques du musée du Louvre : Marée montante à Larmor, 1885, dessin, 23,8 × 31,2 cm[13].
- Strasbourg, musée d'Art moderne et contemporain : Marine, huile sur toile, 49,5 × 82 cm[14].

## Autres œuvres
- Saint-Pierre-Quiberon, Hôtel de Ville : Le Port de pêche de Portivy, huile sur toile, 47 × 70 cm[15].
- Saint-Pierre-Quiberon, Hôtel de Ville : Vue de mer, huile sur toile, 130 × 160 cm[16].

### Sources
- Dictionnaire Bénézit, Dictionnaire des peintres, sculpteurs, dessinateurs et graveurs, vol. 8, Éd. Gründ, janvier 1999, 13 440 (ISBN 978-2-7000-3010-5), p. 355.
- « Site de la Société lorientaise des beaux-arts » (consulté le 14 avril 2012).